# Jesse Armstrong
Jesse Armstrong, né à Oswestry, est un scénariste, producteur et journaliste britannique.

## Biographie
Il est le cocréateur de la série Peep Show, avec Sam Bain, diffusée sur Channel 4, et le coscénariste de la série The Thick of It. Les deux séries ont été nommés aux BAFTA Television Awards : Peep Show a remporté celui de la meilleure sitcom en 2008, et The Thick of It en 2010.
Il a également coécrit le scénario du film In the Loop, adapté de la série The Thick of It par Armando Iannucci en 2009, aux côtés de Iannucci, Simon Blackwell et Tony Roche. Ils ont été nommés à l'Oscar du meilleur scénario adapté en 2010, et ont remporté l'Evening Standard British Film Award du meilleur scénario.
Armstrong est également journaliste et a écrit dans The Guardian un édito quotidien qui couvrait les élections législatives britanniques de 2010. Intitulé Malcolm Tucker's election briefing, il y a réutilisé le caractère agressif et injurieux du personnage de The Thick of It et de In the Loop pour émettre une satire du processus législatif britannique.

## Filmographie

### Télévision
- 2003 - 2015 : Peep Show
- 2005 - 2012 : The Thick of It
- 2011 - 2016 : Fresh Meat
- 2011 : Black Mirror
- 2018 : Succession

### Cinéma
- 2009 : In the Loop
- 2010 : We Are Four Lions

## Distinction
- Emmy Awards 2019 : Meilleur scénario pour l'épisode Personne ne disparaît dans Succession